# Sergent
Sergent (forkortet SG, fransk, omdannet fra latin serviens for 'tjenende') er en befalingsmand af sergentgruppen på mellemlederniveau, i nogle lande betegnet som en underofficersgrad.

## Det danske forsvar

### Hæren
I Hæren vil en sergent typisk være gruppefører for en 8-10 mand, eksempelvis en infanterigruppe, en ingeniørgruppe, en sanitetsgruppe eller kampvognskommandør. De fungerer desuden ofte som instruktører for deres underordnede soldater.

### Søværnet
I Søværnet kan sergenten eksempelvis være banjermester på mindre enheder, radiostationsleder, maskin- eller dæksregnskabsfører etc.

### Flyvevåbnet
I Flyvevåbnet, eksempelvis næstkommanderende i en flydok.

### Hjemmeværnet
Inden for hjemmeværnet findes ligeledes graden sergent, som typisk er en funktion som
befalingsmand eller stabsfunktion som f.eks kommandobefalingsmand for et kompagni.

### Højere uddannelse
En uddannet (tand)læge eller -studerende, værnepligtig kan udnævnes til sergent og kaldes under(tand)læge.

### Historisk
Kommandersergent var indtil 1867 i den danske hær titlen på den underofficer, der forestod de skriftlige forretninger i kompagniet — den senere kommandounderofficer. Benævnelsen fandtes allerede i hæren i det 18. århundrede. I Treårskrigen fremkom benævnelsen overkommandersergent, hvilken benævnelse ved hver bataljon tillagdes 2 ældre underofficerer, der udførte officerstjeneste. Ved Hærloven af 1867 ændredes kommandersergent til oversergent og overkommandersergent til stabssergent.

## Tilsvarende udenlandske grader
I NATO er rangkoden OR-5 tilknyttet sergentgraden. Denne kode tilkendegiver rangforholdet for militære ansatte imellem på tværs af medlemslandene. Rangen svarer til Petty Officer i Royal Navy og Feldwebel/Bootsmann i Bundeswehr/Bundesmarine.

## Berømte sergenter og sergenter i litteraturen

### Virkelige personer
- Sergent York – amerikansk krigshelt fra første verdenskrig

### Fiktive personer
- S'janten alias oversergent Orville Bulder fra tegneserien "Basserne" af Mort Walker.
- Sergent Cornelius Chesterfield fra tegneserien "Blåfrakkerne" af Raoul Cauvin.